# Ida Lüthold-Minder
Ida Lüthold-Minder (* 18. Februar 1902 in Flühli; † 22. April 1986 in Unterägeri) war eine katholische Schriftstellerin aus der Schweiz.

## Leben
Ida Minder besuchte die Primar- und Sekundarschulen in Luzern, Alpnach und Sarnen und erwarb 1920 am Lehrerinnenseminar der Schwestern vom Heiligen Kreuz in Menzingen das Lehrerpatent. In den folgenden Jahren unterrichtete sie in Brülisau und Zermatt. 1927 heiratete sie den Juristen Albert Lüthold. Erst nach dessen Tod 1963 begann Lüthold-Minder, als Schriftstellerin tätig zu werden. In ihrem umfangreichen Werk nahm sie sich vorwiegend religiöser und katholischer Themen an. Es umfasst 31 Romane, Biografien, Kinderbücher und Sachbücher. Sie war Anhängerin des Engelwerks.
Grosse Bekanntheit erreichten ihre Lebensbeschreibungen der Schweizer Niklaus von Flüe und Niklaus Wolf sowie der österreichischen Engelwerk-Gründerin Gabriele Bitterlich. Als ihr Lebenswerk gilt der reich illustrierte grosse Band «Helvetia Mariana».
Seit 1933 lebte sie im Dorf Sachseln, ab 1963 vorwiegend in Flüeli-Ranft.

## Werke (Auswahl)
- Von Gott geführt – Mutter Gabriele Bitterlich 1896–1978. Verlag Schutzengelbruderschaft, Innsbruck 1978, ISBN 3-265-77548-8.
- Helvetia Mariana: die marianischen Gnadenstätten der Schweiz. Christiana-Verlag, Stein am Rhein 1979, ISBN 3-7171-0746-1.
- Erleuchteter Laie. Niklaus Wolf von Rippertschwand (1756–1832). Miriam-Verlag, Jestetten 1995, ISBN 3-87449-252-4.
- Die Macht des Gebetes. Leben und Wirken des Niklaus Wolf von Rippertschwand. Miriam-Verlag, Jestetten 1995, ISBN 3-87449-253-2.
- Bruder Klaus: Wunder und Verehrung. Miriam-Verlag, Jestetten 1996, ISBN 978-3-87449-254-6.

## Auszeichnungen
- Heinrich-Federer-Stiftung: Anerkennungspreis 1972 in Form eines goldenen Talers.[4]